# ماوكلي (فلم)
ماوكلي:(بالإنجليزية: Mowgli) هو فيلم أمريكي صدر في 29 نوفمبر 2018 من نوع مغامرة وفنتازيا، من إخراج أندي سركيس وكتابة كالي كلوفز وبطولة ماثيو ريس وروهان تشاند، ويضم أصوات كل من كريستين بيل، كيت بلانشيت، بيندكت كمبرباتش وناعومي هاريس. الفيلم مرتكز على قصص كتاب الأدغال للكاتب روديارد كبلينغ.

## خلفية
بدأت المفاوضات في 2012 على إنتاج فيلم جديد لكتاب الأدغال من طرف وارنر برذرز، وذلك باقتراح من قبل أندي سركيس؛ و تمت المصادقة على هذا الاقتراح في مارس 2014.
تعاقدت وارنر برذرز مع العديد من الممثلين، ليبدأ التصوير الرئيسي في مارس 2015, حيث تم تصوير الفيلم في جنوب إفريقيا وفي استوديوهات وارنر برذرز.
وكان من المقرر أن يصدر الفيلم في أكتوبر 2016، إلا أن الفيلم تم تأجيله عدة مرات وذلك للعمل أكثر على المؤثرات البصرية، ولخلق فسحة زمنية بينه وبين فيلم كتاب الأدغال الذي صدر في أبريل 2016.
في يوليوز 2018 قامت وارنر برذرز ببيع حقوق الفيلم لنتفليكس التي أجلت هي بدورها تاريخ صدور الفيلم حتى 2019.

## مقدمة
القصة تواكب تربية وتنشئة الطفل البشري ماوكلي (روهان تشاند) بواسطة مجموعة من الذئاب في غابات الهند.
بعدما تعلم قوانين الغابة القاسية، تحت إشراف دب إسمه بالو (أندي سركيس) ونمر أسود يدعى باغيرا (كريستيان بيل)، أصبح ماوكلي مقبولا من طرف حيوانات الغابة كفرد منهم، بإستثناء النمر الجبان شيريخان (بيندكت كامبرباتش)، لكنه قد يشكل أكبر خطر لحيوانات الغابة لذا يقرر ماوكلي أن يواجهه.

## طاقم التمثيل
- روهان تشاند بدور ماوكلي.
- ماثيو ريس بدور جون لوكوود.
- فريدا بينتو بدور ميسوا.

### الأصوات
- كريستيان بيل بدور النمر باغيرا.
- كيت بلانشيتبدور الثعبان كا.
- ناعومي هاريس بدور الذئبة الأم راكشا.
- أندي سركيس بدور الدب بالو.
- بيندكت كامبرباتش بدور النمر شيريخان.
- بيتر مولان بدور الذئب الزعيم أكيرا.
- جاك رينور بدور الذئب الأخ غري.
- إيدي مارسان بدور الذئب فيهان.
- توم هولاندر بدرو الضبع تاباكي.

## روابط خارجية
- ماوكلي على موقع IMDb (الإنجليزية)
- ماوكلي على موقع ميتاكريتيك (الإنجليزية)
- ماوكلي على موقع روتن توميتوز (الإنجليزية)
- ماوكلي على موقع نتفليكس (الإنجليزية)
- ماوكلي على موقع قاعدة بيانات الأفلام العربية
- ماوكلي على موقع ألو سيني (الفرنسية)
- ماوكلي على موقع أول موفي (الإنجليزية)
- ماوكلي على موقع بوكس أوفيس موجو (الإنجليزية)
- ماوكلي على موقع فيلمافينيتي (الإسبانية)
- ماوكلي على موقع قاعدة بيانات الفيلم (الإنجليزية)